# Улыбайся, Дженни, ты покойница
«Улыбайся, Дженни, ты покойница» (англ. Smile Jenny You're Dead) — криминальная драма режиссёра Джерри Торпа. Второй пилотный фильм перед выходом сериала «Гарри О». Премьера состоялась 3 февраля 1974 года на телеканале ABC.

## Сюжет
В бурные 1960-е годы активисты Андрю и Эли влюбляются друг в друга незадолго до того, как приходит время им расставаться и идти каждому своим путём. С тех пор их сын Мартин живёт с матерью, которая переезжает с места на место. Очередная прихоть матери приводит их обратно в родной Нью-Йорк, в старый круг друзей. Мартин уже подросток и ему очень интересно встретиться с отцом, которого он никогда не знал по-настоящему. Поиски отца занимают некоторое время. А при общении с друзьями всплывают старые неурядицы и вражда.

## В ролях
- Дэвид Джэнссен
- Андреа Марковиччи
- Джон Андерсон
- Джоди Фостер
- Хауард Да Сильва
- Тим МакИнтайр
- Залман Кинг
- Мартин Гейбел
- Клу Гулагер
- Виктор Арго
- Джейсон Харви

## Съёмочная группа
- Авторы сценария: Хауард Родмэн
 Джерри Торп
- Режиссёр: Джерри Торп
- Композитор: Билли Голденберг
- Продюсер: Сид МакКой